# Hanspeter Fischer
Hanspeter Fischer, est une personnalité politique suisse membre de l'Union démocratique du centre (UDC).

## Biographie
En 1979, il est réélu au Conseil national où il exerce en tant que président du Groupe parlementaire de l'UDC à l'assemblée fédérale. 